# Coelogyne parishii
Coelogyne parishii là một loài phong lan.
 Tư liệu liên quan tới Coelogyne parishii tại Wikimedia Commons

## Hình ảnh

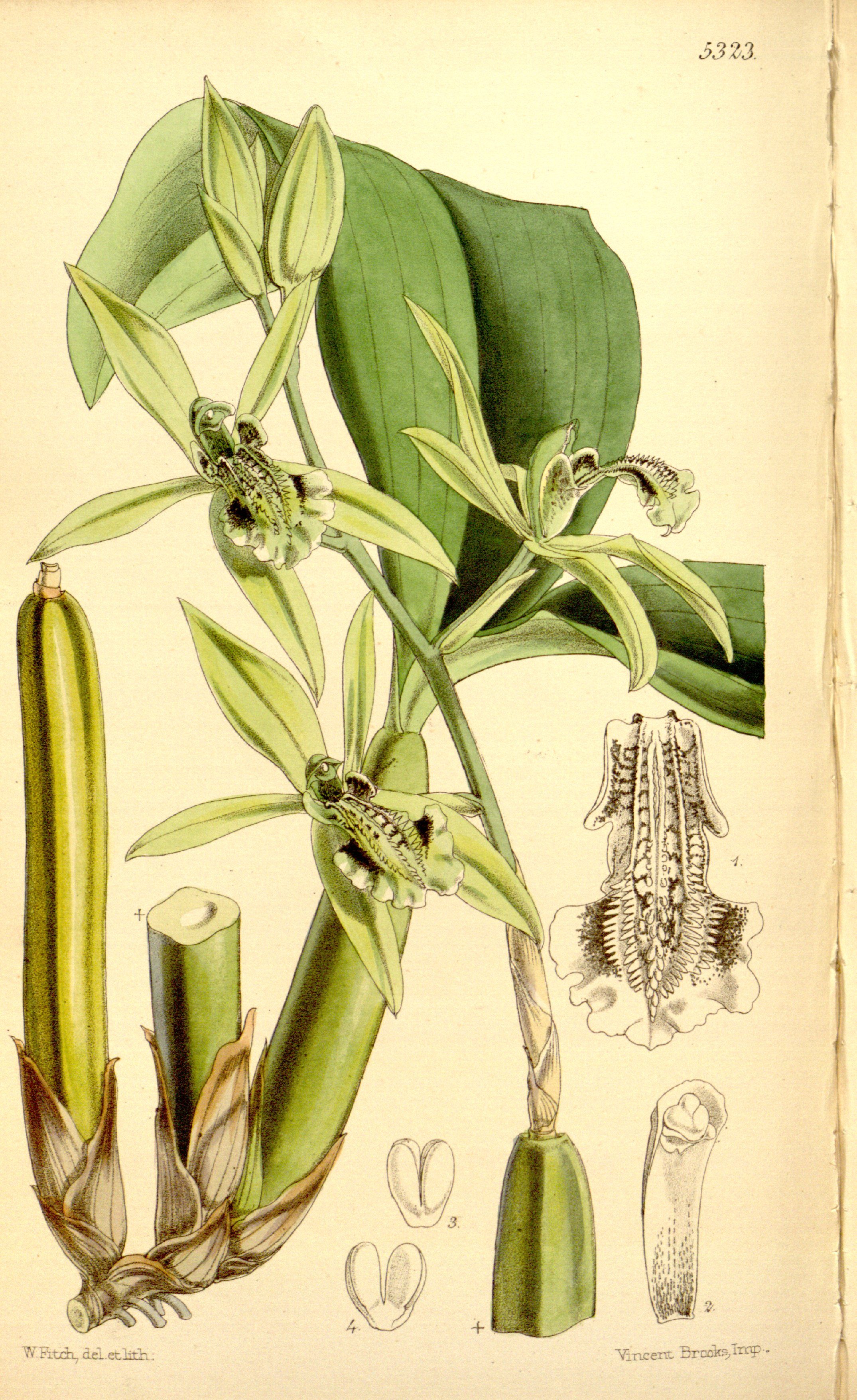